# 山东省人民政府外事办公室
山东省人民政府外事办公室（简称山东省外事办、省外办）是中华人民共和国山东省人民政府主管对外政策和外事工作的组成部门。

## 历史沿革
山东省外事委员会
1950年11月21日，根据中共中央山东分局通知，成立山东省外事委员会，郭子化任书记。其办事机构为山东省人民政府办公厅外事处，徐中夫任处长。1951年1月启用公章。1952年3月23日，省政府决定撤销外事处。
中共山东省委国际活动指导委员会
1954年9月25日，山东省和济南市联合成立中共山东省委国际活动指导委员会。夏征农任书记。下设外宾接待办公室、秘书组、联络组、参观访问座谈组、招待组等工作部门。办公地址在济南市经二路纬三路口。
山东省人民委员会外事办公室
1959年6月25日，正式成立中共山东省委外事领导小组办公室，以及山东省人民委员会外事办公室。滕景禄任组长，丁韬任办公室主任。两个办公室合署办公，办公地址在济南市经三路纬七路山东省人民委员会交际处院内。
山东省革命委员会外事办公室
1967年2月，成立山东省革命委员会。同年3月12日，决定将原山东省人民委员会外事办公室改为山东省革命委员会外事办公室。1968年5月，其工作机构曾一度并入山东省革命委员会政治部联络组。1972年1月，成立山东省革命委员会办公室外事组，负责全省外事工作。1973年7月6日，在外事组的基础上组建山东省革命委员会外事办公室。
山东省人民政府外事办公室
1979年12月恢复山东省人民政府后，改称山东省人民政府外事办公室。1983年至1985年5月，山东省人民政府外事办公室与省旅游局及省侨务办公室合署办公。
2018年1月30日，山东省委、省政府决定撤销山东省人民政府侨务办公室，将其机构职责并入山东省人民政府外事办公室，同时更名为山东省人民政府外事侨务办公室，加挂山东省人民政府港澳事务办公室牌子。2018年6月，山东省人民政府外事侨务办公室外事、港澳、对外友协工作机构全部搬迁至历下区千佛山西路28-1号办公。
2018年10月8日，根据《关于山东省省级机构改革的实施意见》，山东省人民政府外事侨务办公室的港澳事务、侨务管理职责和海外华人华侨社团联谊职责划出，组建山东省政府外事办公室，作为山东省人民政府组成部门。2018年10月26日举行挂牌仪式，时任副省长任爱荣出席仪式并揭牌。

## 机构设置
（2020年1月更新）
内设机构
- 中共山东省委外办秘书处
- 综合处
- 人事处
- 机关党委
- 宣传调研处
- 因公出国管理处
- 涉外管理处（领事保护处）
- 亚洲处
- 欧洲非洲处
- 美洲大洋洲处
- 礼宾处
- 护照签证处

直属事业单位
- 山东省对外友好协会秘书处
- 机关服务中心
- 山东省外事翻译中心
- 制证中心
- 山东外事服务处

派驻机构
- 山东省纪委省监委驻省外办纪检监察组

各市公安局
- 济南市人民政府外事办公室
- 青岛市人民政府外事办公室
- 淄博市人民政府外事办公室
- 枣庄市人民政府外事办公室
- 东营市人民政府外事办公室
- 烟台市人民政府外事办公室
- 潍坊市人民政府外事办公室
- 济宁市人民政府外事办公室
- 泰安市人民政府外事办公室
- 威海市人民政府外事办公室
- 日照市人民政府外事办公室
- 临沂市人民政府外事办公室
- 德州市人民政府外事办公室
- 聊城市人民政府外事办公室
- 滨州市人民政府外事办公室
- 菏泽市人民政府外事办公室

## 历任领导
| 姓名   | 任期                  | 备注  |
| ------ | --------------------- | ----- |
| 童辛   | 1979年12月－1981年9月 |       |
| 徐天瑞 | 1982年1月－1984年2月  |       |
| 石涛   | 1986年3月－1988年2月  |       |
| 聂承厚 | 1988年5月－1991年7月  |       |
| 胡玉亮 | 1991年7月－1993年6月  |       |
| 武钟恕 | 1993年6月－2000年3月  |       |
| 张伟龄 | 2000年3月－2012年1月  |       |
| 刘渊   | 2012年2月－2015年6月  | [ 5 ] |
| 薛庆国 | 2015年6月－2019年1月  | [ 6 ] |
| 蔡先金 | 2019年5月－2025年1月  | [ 7 ] |
| 陈白薇 | 2025年6月－           |       |